# Voyage sans retour (film, 1932)
Pour les articles homonymes, voir Voyage sans retour.
Pour plus de détails, voir Fiche technique et Distribution.
Voyage sans retour (titre original : One Way Passage) est un film américain réalisé par Tay Garnett, sorti en 1932.

## Synopsis
Dan Hardesty, un meurtrier qu'escorte Steve Burke, et Joan Ames, une femme qui n'a plus que quelques mois à vivre, se rencontrent sur le bateau qui mène de Hong Kong à San Francisco et vont vivre durant la traversée un grand amour. Ils promettent de se revoir pour le nouvel an, mais personne ne sera au rendez-vous. Seuls, deux verres se briseront sur le bar de l'hôtel.

## Fiche technique
- Titre : Voyage sans retour
- Titre original : One Way Passage
- Réalisation : Tay Garnett
- Scénario : Wilson Mizner, Joseph Jackson et Tay Garnett (non crédité) d'après une histoire de Robert Lord
- Photographie : Robert Kurrle
- Montage : Ralph Dawson
- Direction musicale : Leo F. Forbstein
- Direction artistique : Anton Grot
- Costumes : Orry-Kelly
- Producteurs : Robert Lord et Hal B. Wallis (non crédités)
- Société de production : Warner Bros. Pictures
- Pays de production :  États-Unis
- Langue : anglais
- Format : Noir et blanc — Couleurs (Technicolor) — 35 mm — 1,37:1 — Son : Mono
- Genre : Comédie dramatique, Comédie romantique
- Durée : 68 minutes (1 h 8)
- Dates de sortie : 
  - Royaume-Uni : 4 octobre 1932 (Londres) / 20 mars 1933 (sortie nationale)
  - États-Unis : 13 octobre 1932 (New York City, New York) / 22 octobre 1932 (sortie nationale)
- Affiche : Jacques Bonneaud (France)

## Distribution
- William Powell : Dan Hardesty
- Kay Francis : Joan Ames
- Aline MacMahon : Comtesse Barilhaus
- Frank McHugh : Skippy
- Warren Hymer : Sergent Steve Burke
- Frederick Burton : Le docteur

Et, parmi les acteurs non crédités :
- Stanley Fields : Le capitaine du cargo
- Roscoe Karns : Le barman du S.S. Maloa

## Autour du film
- Le film a fait l'objet d'un remake réalisé par Edmund Goulding en 1940 : Voyage sans retour